# Кубок Таджикистану з футболу 2023
Кубок Таджикистану з футболу 2023  — 32-й розіграш головного кубкового футбольного турніру у Таджикистані. Титул володаря кубка вдруге поспіль здобув Істіклол.

## Календар
| Раунд            | Дата                         | Матчі | Клуби   |
| ---------------- | ---------------------------- | ----- | ------- |
| Попередній раунд | 31 травня - 1 червня 2023    | 6     | 22 → 16 |
| 1/8 фіналу       | 29-30 липня 2023             | 8     | 16 → 8  |
| 1/4 фіналу       | 26-27 серпня 2023            | 4     | 8 → 4   |
| 1/2 фіналу       | 27-29 вересня/19 жовтня 2023 | 4     | 4 → 2   |
| Фінал            | 1 листопада 2023             | 1     | 2 → 1   |

## 1/8 фіналу
| Команда 1     | Рахунок      | Команда 2              |
| ------------- | ------------ | ---------------------- |
| 29 липня 2023 |              |                        |
| Істіклол      | 5:1          | ЦСКА-Памір             |
| Файзканд      | 5:2          | Саройкамар (Пяндж) (2) |
| Парвоз (2)    | 0:2          | Хатлон                 |
| Хосилот       | 3:2          | Баркчи (2)             |
| 30 липня 2023 |              |                        |
| Худжанд       | 1:1 пен. 4:5 | Регар-ТадАЗ            |
| Панджшер (2)  | 2:3          | Есхата                 |
| Мохір (2)     | 2:1          | Істаравшан (2)         |
| Куктош        | 0:3          | Равшан (Куляб)         |

## 1/4 фіналу
| Команда 1      | Рахунок | Команда 2      |
| -------------- | ------- | -------------- |
| 26 серпня 2023 |         |                |
| Істіклол       | 2:0     | Файзканд       |
| 27 серпня 2023 |         |                |
| Регар-ТадАЗ    | 2:1     | Есхата         |
| Мохір (2)      | 0:1     | Хатлон         |
| Хосилот        | 1:5     | Равшан (Куляб) |

## 1/2 фіналу
| Команда 1                 | Заг. | Команда 2      | 1-й матч | 2-й матч |
| ------------------------- | ---- | -------------- | -------- | -------- |
| 27 вересня/19 жовтня 2023 |      |                |          |          |
| Істіклол                  | 2:1  | Регар-ТадАЗ    | 1:0      | 1:1      |
| 29 вересня/19 жовтня 2023 |      |                |          |          |
| Хатлон                    | 2:3  | Равшан (Куляб) | 0:3      | 2:0      |

## Фінал
| 1 листопада 2023 11:00 (EEST) |

| Істіклол                                        | 1:1 дч   | Равшан (Куляб)                           |
| ----------------------------------------------- | -------- | ---------------------------------------- |
| Курбонов 105+2'                                 | Протокол | Акомаді 100'                             |
|                                                 | Пенальті |                                          |
| - Карташян - А.Назаров - Сулаймонов - Беганович | 4:2      | - Х.Назаров - Окран - Акомаді - Гриценко |

| Куляб Арена, Куляб Глядачів: 12 200 Арбітр: Насрулло Кабіров |